# ان‌جی‌سی ۲۴۶۶
ان‌جی‌سی ۲۴۶۶ (انگلیسی: NGC 2466) یک کهکشان مارپیچی در صورت فلکی ماهی پرنده است. سرعت این کهکشان نسبت به ریزموج زمینه کیهانی ۱۰ ± ۵۴۲۸ کیلومتر بر ثانیه است که مربوط به فاصله هابل ۳/۱۸ ± ۲۶۱٫۲ سال نوری (۵٫۶۱ ± ۸۰٫۰۷ مگاپیکسل) است. کهکشان ان‌جی‌سی ۲۴۶۶ توسط اخترشناس بریتانیایی جان هرشل در ۲۰ فوریهٔ ۱۸۳۵ کشف شد.

## ابرنواخترها
در ۲۹ ژوئن ۲۰۰۳، برتو مونارد، ستاره‌شناس آماتور آفریقای جنوبی ۳ ابرنواختر را در این کهکشان مشاهده و کشف کرد.